# The Dreaming
Az 1982-es The Dreaming Kate Bush negyedik nagylemeze, az első amelynek producere egyedült Bush volt. A brit albumlistán a 3. helyig jutott, és ezüstlemez lett. Szerepel az 1001 lemez, amit hallanod kell, mielőtt meghalsz című könyvben.

## Az album dalai
| 1. | Sat in Your Lap     | Kate Bush | 3:29 |
| 2. | There Goes a Tenner | Kate Bush | 3:24 |
| 3. | Pull Out the Pin    | Kate Bush | 5:26 |
| 4. | Suspended in Gaffa  | Kate Bush | 3:54 |
| 5. | Leave It Open       | Kate Bush | 3:20 |

| 1. | The Dreaming         | Kate Bush | 4:41 |
| 2. | Night of the Swallow | Kate Bush | 5:22 |
| 3. | All the Love         | Kate Bush | 4:29 |
| 4. | Houdini              | Kate Bush | 3:48 |
| 5. | Get Out og My House  | Kate Bush | 5:25 |

## Közreműködők
- Kate Bush – zongora, vonósok, hangszerelés, billentyűk, ének, producer, Fairlight CMI
- Stewart Arnold – vokál, háttérvokál
- Jimmy Bain – basszusgitár
- Ian Bairnson – akusztikus gitár, vokál, háttérvokál
- Brian Bath – elektromos gitár
- Paddy Bush – szájharmonika, mandolin, vonósok, didzseridu, vokál, háttérvokál
- Geoff Downes – trombita, trombita hangszerelése
- Percy Edwards – hangeffektus, vokál
- Stuart Elliott – ütőhangszerek, dob, didzseridu
- Gordon Farrell – vokál
- David Gilmour – vokál, háttérvokál
- Rolf Harris – didzseridu
- Preston Heyman – dob, didzseridu
- Gary Hurst – vokál, háttérvokál
- Seán Keane – hegedű
- Dave Lawson – szintetizátor, synclavier, vonósok hangszerelése
- Dónal Lunny – buzuki
- Alan Murphy – elektromos gitár
- Liam O'Flynn – duda, síp, ír duda
- Del Palmer – basszusgitár, vokál, fretless basszusgitár
- Esmail Sheikh – dob
- Danny Thompson – basszusgitár
- Richard Thornton – vokál, kórus
- Eberhard Weber – basszusgitár

Produkció
- Bill Whelan – kürtök hangszerelése, vonósok hangszerelése
- Paul Hardiman – vokál, hangmérnök, keverés
- Haydn Bendall – hangmérnök
- Nick Launay – hangmérnök
- Hugh Padgham – hangmérnök
- David Taylor – hangmérnökasszisztens, keverőasszisztens
- John Barrett – hangmérnökasszisztens
- George Chambers – hangmérnökasszisztens
- Nick Cook – hangmérnökasszisztens
- Danny Dawson – hangmérnökasszisztens
- Howard Gray – hangmérnökasszisztens
- Teri Reed – hangmérnökasszisztens
- Ian Cooper – vágó
- Pete Wooliscroft – digitális utómunkák

## Fordítás
Ez a szócikk részben vagy egészben a The Dreaming (album) című angol Wikipédia-szócikk ezen változatának fordításán alapul.  Az eredeti cikk szerkesztőit annak laptörténete sorolja fel. Ez a jelzés csupán a megfogalmazás eredetét és a szerzői jogokat jelzi, nem szolgál a cikkben szereplő információk forrásmegjelöléseként.